# Ixora samarensis
Ixora samarensis är en måreväxtart som beskrevs av Elmer Drew Merrill. Ixora samarensis ingår i släktet Ixora och familjen måreväxter. Inga underarter finns listade i Catalogue of Life.